# 西行戻しの松公園

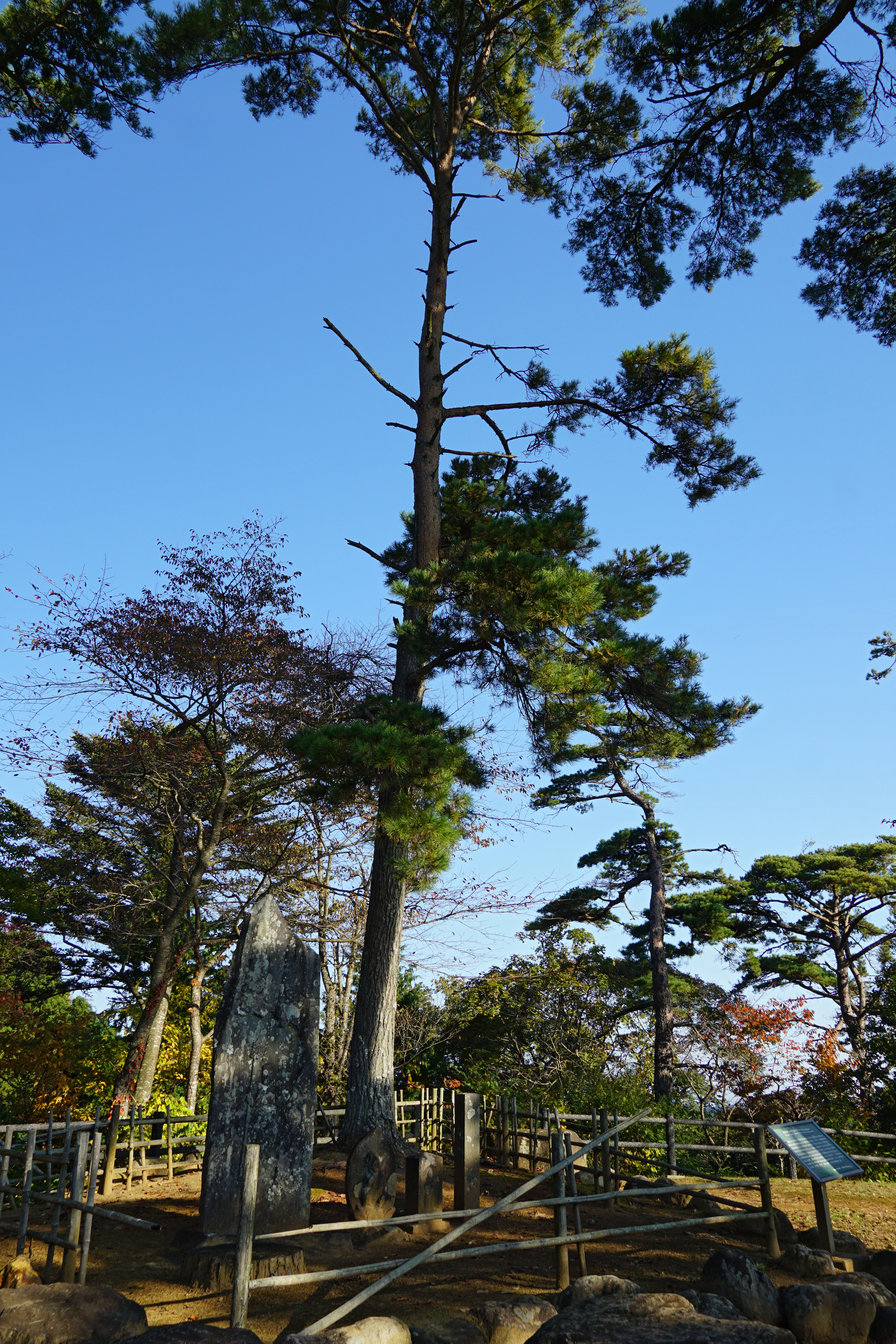
西行戻しの松

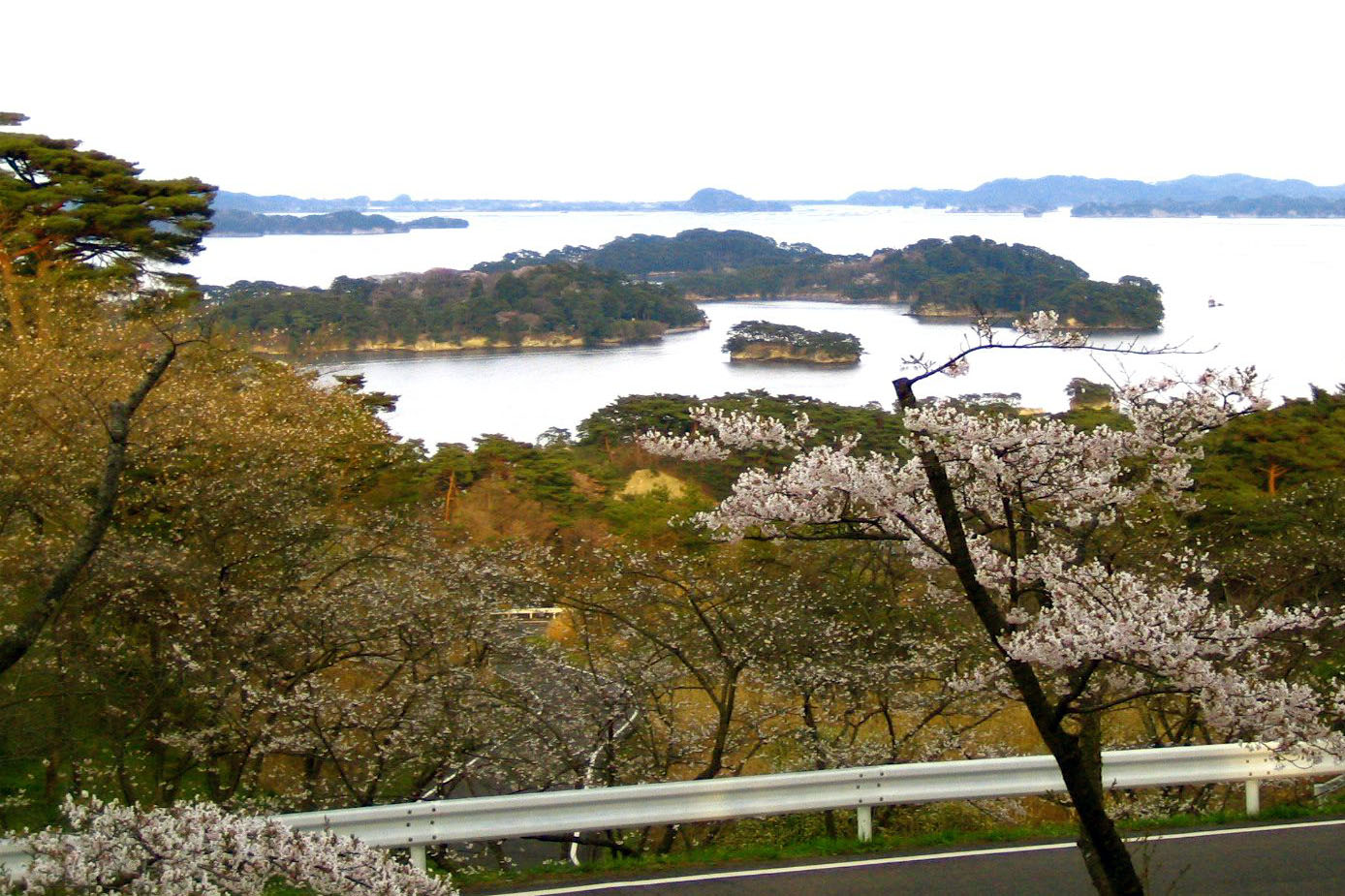
西行戻しの松公園の桜

西行戻しの松公園（さいぎょうもどしのまつこうえん）は、宮城県松島町松島に所在する公園。
桜の名所で近くには日本の都市公園100選に選ばれた松島公園がある。公園は高台にあるので松島湾や金華山を一望できる。開花の時期になると、ソメイヨシノを中心とした桜260本余が咲き誇る。松島湾に浮かぶ島々と桜のコントラストが素晴らしく、日本三景ならではの花見を堪能できる。

## 施設
白衣観音
展望台の広場に鎮座。
松島展望台
松島湾に浮かぶ緑の島々と、福浦島にかかる福浦橋。タイミングがよければ遊覧船が通り、絵葉書のような写真を撮影可能。松島を紹介する際にここの写真が使いやすい。
また、松島海岸の後背地にある本展望台から、桜と松島湾の景色が一体となった花見ができる。周辺には散策路や芝生広場等もある。
西行戻しの松
柵に囲まれた西行戻しの松は周囲の松より一際大きく、存在感がある。鎌倉時代の歌人・西行法師が、松の大木の下で出会った童子と禅問答をし敗れた為、松島行きを諦めたという言い伝えがある。松があるのは、駐車場から徒歩5分くらいの場所。
カフェテラス
全30席、全面ガラス張りのおしゃれなカフェがあり、桜と松島の絶景を眺めながら、ランチやスイーツ、ドリンクを味わえる。
- 営業時間：11:00～17:00 (※フードメニューは11:00～15:00)
- 定休日：火曜日(変更の場合有り)

## アクセス
- 最寄り駅
  - JR「松島海岸駅」から徒歩約30分
  - JR「松島海岸駅」からタクシーで約5分

- 自動車
  - 三陸自動車道「松島海岸IC」から約10分